# Viski (album)
Viski treći je studijski album hrvatske pop pjevačice Lidije Bačić koji je 30. prosinca 2014. godine u digitalnoj, a 24. siječnja 2015. godine u fizičkoj inačici objavila diskografska kuća Scardona.
Na albumu se nalazi ukupno jedanaest pjesama, od kojih je jedna remix "Daj da noćas poludimo" iz Lidijinog prijašnjeg istoimenog albuma i dva dueta "Dalmatinac i dalmatinka" s Mladen Grdović i "Kupila cura mala" s Miroslavom Škorom. Izdano je devet singlova: "Viski", "Vozačka dozvola", "Krivi čovjek", "Adio", "Nasmij se sestro", "Dalmatinac i dalmatinka", "Kupila cura mala", "Naivna sam ali nisam luda" i "Crnokosi".

## Pozadina
Godinama nakon objavljivanja prethodnog albuma "Daj da noćas poludimo" Lidija je najavila rad na novom albumu. Po prvi puta sklopila je suradnju s Mladenom Grdovićem za duet "Dalmatinac i dalmatinka" i Mirolsavom Škorom na pjesmi "Kupila cura mala" koju je premijerno izvela na CMC Festivalu 2013. godine. U lipnju 2013. dolazi do zaokreta kada Lidija objavljuje pjesmu “Vozačka dozvola” i osvaja pop scenu Hrvatske. Uslijedila je i pjesma "Viski" koja je u kratkom roku postala hit. Pjesme su odvele Lidiju na vrhunac karijere i dobile su najviše pregleda u 24 sata od bilo koje druge pjesme 2013. na YouTubeu. 

## Komercijalni uspjeh
Album je debitirao na prvom mjestu službene top ljestvice u Hrvatskoj. Pjesme su zauzele top ljestvice regionalne pop scene i bile su nagrađivane na raznim festivalima diljem Hrvatske. "Vozačka dozvola" i "Viski" Lidijine su najpreglednije i najklikanije pjesme koje su još od samog objavljivanja dobile ogroman broj pregleda u samo 24sata.

## Popis pjesama
| Br. | Skladba                          | Trajanje |
| --- | -------------------------------- | -------- |
| 1.  | »Viski«                          | 3:22     |
| 2.  | »Vozačka dozvola«                | 3:10     |
| 3.  | »Krivi čovjek«                   | 4:20     |
| 4.  | »Adio«                           | 3:36     |
| 5.  | »Nasmij se sestro«               | 3:46     |
| 6.  | »Dalmatinac i dalmatinka«        | 3:46     |
| 7.  | »Kupila cura mala«               | 3:02     |
| 8.  | »Ja ću samo tvoja biti«          | 3:59     |
| 9.  | »Naivna sam, ali nisam luda«     | 3:32     |
| 10. | »Crnokosi«                       | 3:24     |
| 11. | »Daj da noćas poludiomo« (remix) | 3:25     |